# FrostWire
FrostWire es un cliente P2P de código abierto compatible con la red Bittorrent basado en el cliente LimeWire, del cual es una bifurcación. Está escrito en Java. Una de las peculiaridades de este cliente es su rapidez y su disponibilidad en casi todos los sistemas operativos con versiones en Windows, Mac OS, GNU/Linux y Android.

## Historia
El proyecto fue iniciado en septiembre de 2004 por miembros de la comunidad de código abierto de LimeWire, después de que el desarrollador de LimeWire considerase incluir código que imposibilitase a los usuarios el compartir ficheros protegidos por licencias. Esta determinación se tomó basándose en la presión de la Recording Industry Association of America (RIAA) y en la amenaza legal de una demanda, teniendo presente la decisión de la Corte Suprema de los Estados Unidos en el caso MGM Studios Inc. contra Grokster Ltda.
La segunda versión beta de FrostWire fue lanzada a partir de octubre de 2005.
Desde las versiones 4.20.x, FrostWire puede gestionar archivos torrent y cuenta con un nuevo filtro de basura. Además, en la versión 4.21.x añadieron soporte para la mayoría de los dispositivos android.
Desde la versión 5.0, Frostwire se presentó a sí mismo como una aplicación BitTorrent.
Después de que LimeWire cerró el 26 de octubre de 2010 (LimeWire estaba bajo una orden judicial para impedir la distribución y desarrollo de su software P2P), FrostWire 4 se convirtió cada vez más popular ya que era casi idéntico a LimeWire y tenía características similares. Después de la versión 5, FrostWire solo puede descargar torrents.

## Características
Como LimeWire, FrostWire fue creado en el lenguaje de programación Java, y por ello es capaz de funcionar bajo múltiples plataformas. Mientras que LimeWire estaba disponible bajo una licencia de pago y otra gratuita, FrostWire se distribuye únicamente bajo una versión gratuita. FrostWire incluye todas las funcionalidades de LimeWire gratuito (Básico) y también algunas funcionalidaes de LimeWire PRO, la versión de pago.
FrostWire también provee salones de chat, funcionalidad ausente en LimeWire. La interfaz de FrostWire es prácticamente idéntica a la de LimeWire dado que está basado en el mismo código fuente. Sin embargo los esquemas de colores y estilos difieren en algunos aspectos. Tal como en LimeWire, FrostWire tiene carátulas intercambiables para brindar una variedad de colores y formas diferentes.

## Versión para Android
FrostWire también cuenta con una versión para Android, siendo una de las 50 apps más descargadas de Play Store. La última versión es la 2.0. publicada en diciembre de 2017.
Con funciones como búsqueda de archivos, reproductor de música, navegador de archivos media y opción para compartir via Wi-Fi no necesitarás salir de la aplicación para descargar, reproducir y compartir archivos.
Características:
- Búsquedas en la Nube y Torrents
- Reproductor de música con todas las funciones incluyendo "respuesta a gestos" (controla el reproductor mientras conduces o corres sin mirar el teléfono)
- Descarga con solo un click
- Filtra resultados de búsqueda fácilmente por tipo de archivo: Música, Video, Imágenes, Aplicaciones, Documentos, Torrents
- Sin limitaciones artificiales en descargas simultáneas.
- Sin limitaciones en velocidad de subida/descarga
- Disponible modo "solo Wi-Fi", ahorra dinero en tu plan de datos.
- Gran cantidad de opciones para gestionar descargas
- Incluye navegador de archivos (re-nombra y borra tus archivos dentro de la aplicación)